# Meketibolodon
Meketibolodon è un genere di piccoli mammiferi estinti vissuti nel Giurassico superiore. Furono tra i membri più basali nell'ordine anch'esso estinto dei Multituberculata. Meketibolodon è compreso nel sottordine dei "Plagiaulacida" e nella sottofamiglia Paulchoffatiinae (famiglia Paulchoffatiidae). Condivise il suo habitat con i Dinosauri. Il suo nome (dal greco "μηκέτι" non più un Bolodon) gli venne dato da G. Hahn & R. Hahn nel 1998, basandosi su 9 campioni di mascelle ritrovati negli strati risalenti al Kimmeridgiano (Giurassico superiore) della miniera di Guimarota, in Portogallo.
Meketibolodon robustus (Hahn 1993) si distingue dalle altre specie di Paulchoffatiinae per due caratteristiche: la fila di denti è significativamente convessa superiormente e il "corpus mandibulae" (la parte della mandibola che ospita le file di denti) ha margini angolati ventralmente (Hahn & Hahn 1998b). L'incisivo è più marcatamente ricurvo che nei Paulchoffatia, ed ha radici più profonde. Il "corpus mandibulae" è massiccio similarmente a quello dei Paulchoffatia" (Hahn & Hahn 2000, p.105). 

## Tassonomia
Sottoclasse  †Allotheria Marsh, 1880
- Ordine †Multituberculata Cope, 1884:
  - Sottordine †Plagiaulacida Simpson, 1925
    - Famiglia †Paulchoffatiidae Hahn, 1969
      - Sottofamiglia †Paulchoffatiinae Hahn, 1971
        - Genere †Paulchoffatia Kühne, 1961
          - Specie †P. delgadoi Kühne, 1961

        - Genere †Pseudobolodon Hahn, 1977
          - Specie †P. oreas Hahn, 1977
          - Specie †P. krebsi Hahn & Hahn, 1994

        - Genere †Henkelodon Hahn, 1987
          - Specie †H. naias Hahn, 1987

        - Genere †Guimarotodon Hahn, 1969
          - Specie †G. leiriensis Hahn, 1969

        - Genere †Meketibolodon (Hahn, 1978) Hahn, 1993
          - Specie †M. robustus (Hahn, 1978) Hahn, 1993

        - Genere †Plesiochoffatia Hahn & Hahn, 1999
          - Specie †P. thoas Hahn & Hahn, 1998
          - Specie †P. peparethos Hahn & Hahn, 1998
          - Specie †P. staphylos Hahn & Hahn, 1998

        - Genere †Xenachoffatia Hahn & Hahn, 1998
          - Specie †X. oinopion Hahn & Hahn, 1998

        - Genere †Bathmochoffatia Hahn & Hahn, 1998
          - Specie †B. hapax Hahn & Hahn, 1998

        - Genere †Kielanodon Hahn, 1987
          - Specie †K. hopsoni Hahn, 1987

        - Genere †Meketichoffatia Hahn, 1993
          - Specie †M. krausei Hahn, 1993

        - Genere †Galveodon Hahn & Hahn, 1992
          - Specie †G. nannothus Hahn & Hahn, 1992

        - Genere †Sunnyodon Kielan-Jaworowska & Ensom, 1992
          - Specie †S. notleyi Kielan-Jaworowska & Ensom, 1992